# تیت کوسمیک
تیت کوسمیک (استونیایی: Tiit Kuusmik؛ زادهٔ ۳ مارس ۱۹۵۰) سیاستمدار و نماینده سابق مجلس اهل استونی است.